# 角田秀穂
角田 秀穂（つのだ ひでお、1961年3月25日 - ）は、日本の政治家。公明党所属の衆議院議員（3期）。
船橋市議会議員（4期）、農林水産大臣政務官などを歴任した。

## 経歴
東京都葛飾区生まれ。創価大学法学部を経て、水道産業新聞社に入社。編集部次長を経て、1999年（平成11年）の千葉県船橋市議会議員選挙に公明党公認で立候補して初当選する。以後4期務めた。
2014年（平成26年）の第47回衆議院議員総選挙では、公明党の比例南関東ブロック（単独3位）から出馬して初当選。
2017年（平成29年）の第48回衆議院議員総選挙では、比例南関東ブロック（単独3位）から出馬するも落選。
2021年（令和3年）の第49回衆議院議員総選挙では、比例南関東ブロック（単独2位）から出馬して当選。
2024年（令和6年）の第50回衆議院議員総選挙では、比例南関東ブロック（単独1位）から出馬して3選。

## 政策・主張
- 憲法改正と集団的自衛権の行使に反対。
- アベノミクスを評価する。
- 軽減税率の導入に賛成。
- 原発は日本に必要ない。
- 村山談話・河野談話を見直すべきでない。
- ヘイトスピーチを法律で規制することに賛成[5]。

## 役職歴

### 内閣
- 農林水産大臣政務官

### 衆議院
- 厚生労働委員会委員
- 政治倫理の確立及び公職選挙法改正に関する特別委員会委員

### 公明党
- 船橋総支部長

## 選挙歴
| 当落 | 選挙                     | 執行日         | 年齢 | 選挙区             | 政党   | 得票数 | 得票率 | 定数 | 得票順位 /候補者数 | 政党内比例順位 /政党当選者数 |
| ---- | ------------------------ | -------------- | ---- | ------------------ | ------ | ------ | ------ | ---- | ------------------ | ---------------------------- |
| 当   | 1999年船橋市議会議員選挙 | 1999年4月      | 38   | ーー               | 公明党 |        | ーー   |      | /                  | /                            |
| 当   | 2003年船橋市議会議員選挙 | 2003年4月27日  | 42   | ーー               | 公明党 | 3177票 | ーー   | 50   | 16/64              | /                            |
| 当   | 2007年船橋市議会議員選挙 | 2007年4月22日  | 46   | ーー               | 公明党 | 2957票 | ーー   | 50   | 30/56              | /                            |
| 当   | 2011年船橋市議会議員選挙 | 2011年4月24日  | 50   | ーー               | 公明党 | 2681票 | ーー   | 50   | 33/                | /                            |
| 当   | 第47回衆議院議員総選挙   | 2014年12月14日 | 53   | 比例南関東ブロック | 公明党 | ーー票 | ーー   | 22   | /                  | 3/3                          |
| 落   | 第48回衆議院議員総選挙   | 2017年10月22日 | 56   | 比例南関東ブロック | 公明党 | ーー票 | ーー   | 22   | /                  | 3/2                          |
| 当   | 第49回衆議院議員総選挙   | 2021年10月31日 | 59   | 比例南関東ブロック | 公明党 | ーー票 | ーー   | 22   | /                  | 2/2                          |
| 当   | 第50回衆議院議員総選挙   | 2024年10月27日 | 62   | 比例南関東ブロック | 公明党 | ーー票 | ーー   | 23   | /                  | 1/2                          |